# Norman T. Uphoff

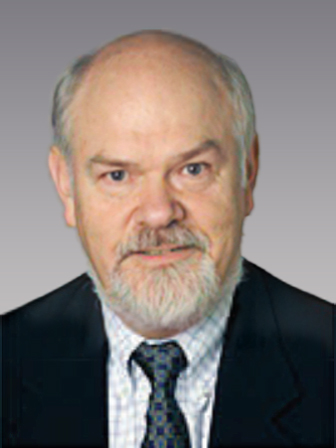
Norman T. Uphoff

Norman Thomas Uphoff (* 22. Juli 1940 in Madison, Wisconsin) ist ein US-amerikanischer Sozialwissenschaftler, der sich mit Agrarökologie beschäftigt.
Uphoff war bis zu seiner Emeritierung Professor für Politik– und Agrarwissenschaft an der Cornell University. Von 1990 bis 2005 war er Direktor des Cornell International Institute for Food, Agriculture and Development (CIIFAD, Internationals Institut für Ernährung, Landwirtschaft und Entwicklung). Während dieser Zeit beschäftigte er sich mit agrarökologischen Innovationen, insbesondere mit dem in Madagaskar entwickelten System der Reis‑Intensivierung (SRI), zu dessen Etablierung er in vielen anderen Ländern Asiens maßgeblich beitrug.

## Leben
Norman Thomas Uphoff wurde 1940 als Erster von vier Söhnen des Ehepaars Mary Jo (geborene Weiler, gestorben 2005) und Walter Henry Uphoff (gestorben 1998) geboren. Beide Eltern zählten zu den wichtigsten Triebkräften der Sozialistischen Partei Amerikas (Socialist Party of America, SPA) im Bundesstaat von Wisconsin und waren bereits im Bauernverband und in der Friedensbewegung engagiert. Die beiden Vornamen Uphoffs sind eine Reverenz an den ehemaligen Führer der SPA, Norman Thomas.

### Ausbildung
Den ersten Teil seiner Ausbildung absolvierte Uphoff an der University of Minnesota, wo er 1963 mit dem Bachelor (B.A.) abschloss, bevor er 1966 den Master of Public Administration (M.P.A.) an der Princeton University erwarb. Es folgte 1970 ein weiterer Studienabschluss an der University of California in Berkeley mit dem akademischen Grad eines Ph.D. (englisch Doctor of Philosophy).

### Privates
In den 1960er Jahren lernte er die Kinderärztin Marguerite Helen McKay kennen. 1967 wurde ihre gemeinsame Tochter Elisabeth geboren, bevor die kleine Familie 1968 für ein Jahr nach Accra in Ghana übersiedelte, wo Uphoff seine politikwissenschaftlichen Studien fortsetzte und seine Frau das erste Jahr ihrer pädiatrischen Assistenzzeit ableistete. Im Jahr 1970 durfte sich das Paar noch über die Geburt eines Sohns mit Namen Jonathan freuen. Norman Uphoff gehört der Religionsgemeinschaft Religious Society of Friends (Quäker) an und wohnt unweit des Campus seiner Hochschule, nahe am Ufer des Cayuga Lake im Stadtteil Lansing der mittelgroßen Stadt Ithaca im Bundesstaat New York, USA.

### Karriere
1970 trat Norman Uphoff in die Fakultät der Cornell University ein und begann mit der Lehrtätigkeit. Dort leitete er bis 1990 den Ausschuss für ländliche Entwicklung und arbeitete an verschiedenen Aspekten partizipativer Willensbildungs- und Entscheidungsprozesse. Dabei entwickelte er besonderes Interesse an der Organisation von Bauernverbänden, im Bewässerungsmanagement und an anderen Ansätzen, die zur Unterstützung von Kleinbauern in den Entwicklungsländern geeignet erschienen. In den 1980er Jahren war er Mitglied des Forschungsbeirats der [United States Agency for International Development] (USAID, Internationale Entwicklungsagentur) und des Südasien-Ausschusses des US-amerikanischen Social Science Research Councils (SSRC, Sozialwissenschaftlicher Forschungsrat). Seit über vier Jahrzehnten ist er Berater für die Weltbank, die Vereinten Nationen, die Ernährungs- und Landwirtschaftsorganisation der Vereinten Nationen (FAO), die Ford Foundation, die Consultative Group on International Agricultural Research (CGIAR) und anderen Einrichtungen. Nach seiner Ernennung zum ersten Direktor der CIIFAD im Jahr 1990 konzentrierte sich seine Arbeit mehr auf Strategien für ländliche Entwicklung der nachhaltigen Landwirtschaft, die im Gegensatz zur Konventionellen Landwirtschaft steht. Nach seinem Rücktritt als Direktor des CIIFAD 2005 wechselte Uphoff in das Cornell Institute for Public Affairs (CIPA), wo er vier Jahre lang als Direktor für Graduate Studies (Masterstudiengänge) sowie vier Jahre lang als leitender Direktor tätig war. Er lehrt, berät und forscht weiterhin als Fakultätsmitglied. Professor Uphoff unterrichtet den Kurs GOVT 6927, der sich mit Planung und Management der landwirtschaftlichen und ländlichen Entwicklung beschäftigt.

## SRI
1993 lernte Norman Uphoff auf Madagaskar durch die Nichtregierungsorganisation „Tefy Saina“ das System der Reisintensivierung (SRI) kennen. Landwirte, die mit konventionellen Methoden auf ihren Reisfeldern Erträge von durchschnittlich nur zwei Tonnen erwirtschafteten, konnten ihre Ernten mithilfe der SRI-Methode im Schnitt um das Vierfache steigern. Dies gelang auf Böden, die als „sehr arm“ bewertet wurden, ohne neue Reissorten einzusetzen bei gleichzeitig geringerem Wasserverbrauch und völligem Verzicht auf Kunstdünger.
Uphoff ist Experte für Entwicklungs- und Bewässerungsmanagement und arbeitet an politischer Partizipation und Strategien für eine breit angelegte ländliche Entwicklung. Über die Sozialwissenschaften hinaus hat er Wissen und Praxis in der Bodenkunde und Mikrobiologie ausgedehnt. Diese Expertise hat er im Rahmen der Initiative der Cornell University zur Linderung der globalen Nahrungsmittelkrise zur Förderung der neuen Reisanbaumethode eingesetzt. Nachdem die guten Ernten in drei aufeinanderfolgenden Jahren erzielt und auch in anderen Teilen Madagaskars beobachtet wurden, begann Uphoff damit, landwirtschaftliche Spezialisten in anderen Ländern dazu zu bringen, die alternativen SRI-Methoden für sich zu nutzen. In den Jahren 1999–2000 wurden die SRI-Ergebnisse von Wissenschaftlern in China und Indonesien validiert. Seither hat sich die Erprobung und Verbreitung von SRI in fast 50 Ländern ausgebreitet.
Gleichwohl hat sich gegen SRI erheblicher professioneller Widerstand formiert. Einige Wissenschaftler des International Rice Research Institute (IRRI; deutsch Internationales Reisforschungsinstitut) wie auch einige von Uphoffs Kollegen an der Cornell University übten skeptische und sogar abweisende Kritik, bezweifelten die Ergebnisse oder versuchten sie zu relativieren. Dennoch wurde die Richtigkeit der meisten Berichte über die Effektivität der Methode in wissenschaftlicher Literatur bestätigt. Die SRI-Methode wird mittlerweile durch das IRRI, Regierungen in China, Indien, Indonesien, Vietnam und Kambodscha gefördert.
Seit 1997 hat Dr. Uphoff in 41 Ländern Vorträge über SRI gehalten, um andere zu ermutigen, die agroökologischen SRI-Methoden zu erlernen und weiter zu erforschen. Die Prinzipien wurden mittlerweile auf andere Nutzpflanzen ausgedehnt oder übertragen, darunter Weizen, Fingerhirse, Zuckerrohr, Zwerghirse, alle drei Varietäten der Mungbohne, Straucherbse und Urdbohne sowie mehrere Gemüse. Uphoffs Herangehensweise bestand darin, den Einsatz und die Beteiligung von Landwirten in Entwicklungsländern zu suchen und gleichzeitig mit der wissenschaftlichen Gemeinschaft und mit politischen Entscheidungsträgern, der Zivilgesellschaft und dem Privatsektor zu kommunizieren.
2015 erhielt Norman Uphoff für seine Arbeit mit SRI den vom multinationalen Agribusiness-Konzern Olam International ausgelobten und mit 50.000 Dollar dotierten „Olam Prize for Innovation in Food Security“ (übersetzt Preis für Innovation in der Lebensmittelsicherheit).

## Publikationen (Auswahl)
- Publications about the System of Rice Intensification (SRI) by Norman Uphoff 1998–2017. Abgerufen am 8. Oktober 2018.
- Thakur, A.K., N. Uphoff,  E. Anthony: An assessment of physiological effects of system of rice intensification (SRI) practices compared to recommended rice cultivation practices in India. In: Experimental Agriculture. 46. Jahrgang, Nr. 1, Januar 2010, S. 77–98, doi:10.1017/S0014479709990548 (cambridge.org).;
- Uphoff, N., I. Anas, O. P. Rupela, A. K. Thakur and T. M. Thiyagarajan: Learning about positive plant-microbial interactions from the System of Rice Intensification (SRI). In: Aspects of Applied Biology. 98. Jahrgang, 2009, S. 29–53 (researchgate.net).;
- X.Q. Lin, D.F. Zhu, H.Z. Chen, S.H. Cheng and N. Uphoff, Effect of plant density and nitrogen fertilizer rates on grain yield and nitrogen uptake of hybrid rice (Oryza sativa L.). In: Journal of Agrobiotechnology and Sustainable Development, 1, 44–53 (2009);
- N. Uphoff et al., Biological Approaches to Sustainable Soil Systems (2006)(chief editor);
- N. Uphoff,  System of Rice Intensification responds to 21st Century Needs. In: Rice Today, IRRI, 3, 42–43 (2004);
- N. Uphoff, ed., Agroecological Innovations: Increasing Food Production with Participatory Development (2002);
- N. Uphoff, M.J. Esman and A. Krishna, Reasons for Success: Learning from Instructive Experiences in Rural Development (1997);
- N. Uphoff, ed., Puzzles of Productivity in Public Organizations (1994);
- N. Uphoff, Learning from Gal Oya: Possibilities for Participatory Development and Post-Newtonian Social Science (1992);
- Norman Uphoff, Local Institutional Development (1986);
- Norman Uphoff & Warren Ilchman, The Political Economy of Development: Theoretical and Empirical Contributions (1972), ISBN 978-0-520-02062-7;
- Norman Uphoff & Warren Ilchman, The Political Economy of Change (1969).